# Zgromadzenie Narodowe (Pakistan)
Zgromadzenie Narodowe – izba niższa bikameralnego parlamentu Pakistanu. Izbą wyższą jest Senat. Zgromadzenie Narodowe liczy 342 deputowanych. 272 wybieranych jest w wyborach powszechnych, pozostałe 70 miejsc przyznawane jest z nominacji (10 miejsc przeznaczono dla mniejszości religijnych, a 60 dla kobiet). Kadencja Zgromadzenia Narodowego wynosi 5 lat.